# 比爾瓦利 (加利福尼亞州阿爾派恩縣)
比爾瓦利（英語：Bear Valley）是位於美國加利福尼亞州阿爾派恩縣的一個人口普查指定地區。

## 地理
比爾瓦利的座標為38°27′23″N 120°02′24″W / 38.45639°N 120.04000°W，而該地最高點為海拔高度2164米（即7100英尺）。

## 人口
根據2010年美國人口普查的數據，比爾瓦利的面積為13.41平方千米，當中陸地面積為13.35平方千米，而水域面積為0.06平方千米。當地共有人口121人，而人口密度為每平方千米9人。